# Mount Fiennes
Mount Fiennes ist ein 2550 m hoher und vereister Berg im Ostteil der Elgar Uplands auf der Alexander-I.-Insel westlich der Antarktischen Halbinsel. Er ragt zwischen dem Gerontius-Gletscher und dem Hampton-Gletscher auf.
Das UK Antarctic Place-Names Committee benannte ihn 2020 nach Virginia „Ginny“ Fiennes (1947–2004), Ehefrau des britischen Polarforschers Ranulph Fiennes, die eine führende Rolle bei der Konzeption, Planung und logistischen Unterstützung der Transglobe Expedition (1979–1982) einnahm und als erste Frau 1987 mit der Polarmedaille ausgezeichnet wurde.